# Garcinia xanthochymus
Espèce
Statut de conservation UICN

 LC  : Préoccupation mineure
Classification APG III (2009)
Garcinia xanthochymus est une espèce de plantes à fleurs de la famille des Clusiaceae.
C'est un arbre originaire d'Asie tropicale : Chine, Bangladesh, Inde, Népal, Birmanie, Thaïlande et Malaisie.
Ce sont des arbres qui ne dépassent pas 10 mètres de haut. Ils vivent entre 500 et 1 000 mètres d'altitude, généralement dans les forêts denses et humides non montagnardes.
Ils peuvent être utilisés comme arbres ornementaux et sont donc cultivés dans d'autres régions tropicales.
Le fruit de cette espèce est comestible. Ils sont par exemple utilisé dans la cuisine indonésienne.
Les plants de Garcinia xanthochymus peuvent par ailleurs servir de porte-greffe pour Garcinia mangostana, le mangoustanier.

## Synonymes
- Xanthochymus pictorius Roxb.
- Garcinia pictoria (Roxb.) D'Arcy
- Xanthochymus tinctorius DC.
- Garcinia tinctoria (DC.) W.Wight, Garcinia tinctoria (DC.) Dunn